# Accidente de un Il-18 de Aeroflot en Leningrado en 1974
El 27 de abril de 1974, un avión Il-18 de Aeroflot se estrelló mientras operaba un vuelo chárter desde Leningrado (ahora San Petersburgo) a Zaporiyia, continuando a Krasnodar, Rusia. El avión se estrelló poco después del despegue del aeropuerto de Púlkovo en Leningrado. Ninguna de las 109 personas a bordo sobrevivió.

## Aeronave
La aeronave había estado en servicio desde 1964 y había sostenido 7,501 ciclos (despegues y aterrizajes) en el momento del accidente.

## Pasajeros y tripulación
El vuelo fue dirigido por el capitán Nikolai Danilov, con otros 4 pilotos y dos auxiliares de vuelo. Había 102 pasajeros a bordo.

## Accidente
El motor número cuatro de la aeronave se incendió dos minutos después del despegue debido a un disco del compresor defectuoso. La tripulación eligió regresar al aeropuerto. Al extender los flaps para el aterrizaje, se produjo una condición de flaps asimétricos, lo que provocó que la aeronave se hundiera bruscamente a unos dos kilómetros y medio de la pista.
Se habían informado fuertes vibraciones en el motor número cuatro en el vuelo antes del accidente.